# 블랙폰 2
《블랙폰 2》(영어: The Black Phone 2)는 2025년 개봉 예정인 미국의 초자연 공포 영화이다. 스콧 데릭슨이 감독과 공동각본을 맡았으며, 2021년 영화 《블랙폰》의 속편이다.

## 출연
- 메이슨 세임스 - 피니
- 매들린 맥그로 - 그웬
- 이선 호크 - 그래버
- 제러미 데이비스 - 테런스
- 미겔 카사레스 모라 - 로빈
- 데미안 비치르
- 아리아나 리바스